# Tordyliinae
Tordylieae je podtribus štitarki, dio tribusa Tordylieae.Sastoji se od 21 roda, od kojih u Hrvatskoj raste nekoliko vrsta šapika, orjašica (Tordylium) i sjetveni pastinak .
Tribus je opisan 1824.

## Rodovi
1. Vanasushava P. K. Mukh. & Constance (1 sp.)
2. Semenovia p. min. p. (2 spp.)
3. Semenovia Regel & Herder (33 spp.)
4. Pastinacopsis Golosk. (1 sp.)
5. Scrithacola Alava (1 sp.)
6. Zosima Hoffm. (4 spp.)
7. Tricholaser Gilli (2 spp.)
8. Tordylium L. (16 spp.)
9. Heracleum L. (84 spp.)
10. Ainsworthia Boiss. (3 spp.)
11. Synelcosciadium Boiss. (1 sp.)
12. Tordyliopsis DC. (1 sp.)
13. Pastinaca L. emend. Calest. (16 spp.)
14. Leiotulus Ehrenb. (14 spp.)
15. Trigonosciadium Boiss. (6 spp.)
16. Tetrataenium (DC.) Manden. (20 spp.)
17. Kandaharia Alava (1 sp.)
18. Stenotaenia Boiss. (7 spp.)
19. Lalldhwojia Farille (3 spp.)
20. Pinda P. K. Mukh. & Constance (2 spp.)
21. Polyzygus Dalzell (1 sp.)